# Nino Dschordschadse

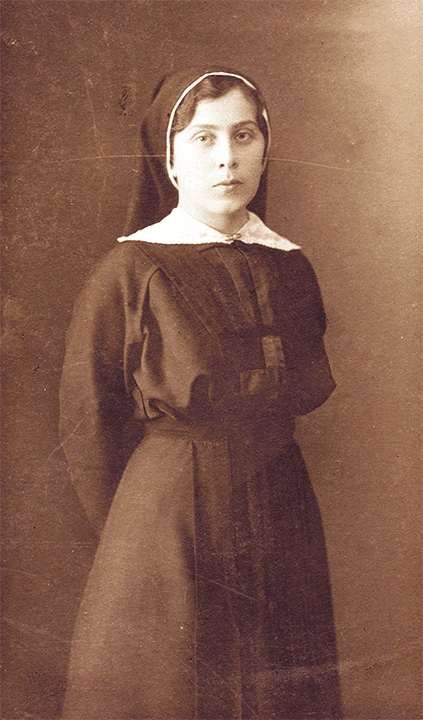
Nino Dschordschadse

Nino Dschordschadse (georgisch ნინო ჯორჯაძე, auch Nino Jorjadze; * 15. Dezember 1884 in Tiflis; † 1968) war eine georgische Krankenschwester und Fotografin. Sie gilt als die erste weibliche Kriegsfotografin aus Georgien.

## Familie
Nino Dschordschadse wurde als Tochter von Sakaria Dschordschadse (1847–1895) und Tamar Bagration von Mukhrani (1855–1940) in Tiflis, Georgien geboren. Ihr Vater war ein berühmter Unternehmer aus Georgien und Vorsitzender der „Landwirtschaftlichen Gesellschaft des Kaukasus“ und der Erste, der Trauben von lokalen Landwirten einkaufte und Wein mittels französischer Technologie herstellte. Im Jahr 1888 wurde er mit seinem Wein auf der internationalen Landwirtschaftsausstellung in Brüssel mit der Goldmedaille ausgezeichnet. Nino Dschordschadse hatte auch zwei Brüder, Aleksandre Dschordschadse (1880–1939), ein Professor an der Universität in Tiflis, der sich auf die Gebiete des Straßen- und Tunnelbaus fokussierte und darüber auch Bücher schrieb. Im Jahr 1928 wurde er von der sowjetischen Regierung in die USA geschickt, um dort den Beruf des Straßenbauers zu erlernen. 1937 wurde er aus politischen Gründen verfolgt und floh auf die Solowezki-Inseln, wo er 1939 starb. Ihr zweiter Bruder war Giorgi Dschordschadse, ein Offizier der kaiserlichen Armee, welcher am Russisch-Japanischen Krieg sowie dem Ersten Weltkrieg teilnahm. Er war auch ein begeisterter Fotograf und schuf eine Fotoserie zwischen 1904 und 1905, die im Familienalbum aufbewahrt ist. In den Jahren der Stalinisierung starb er in Russland.

## Leben
Sie selbst wurde am 15. Dezember 1884 in Tiflis geboren und wuchs in der Cudiashvili-Straße 11 auf. Nino Dschordschadse absolvierte das Transkaukasische Fraueninstitut von Zar Nikolaus. Von 1902 bis 1906 studierte sie an mehreren Universitäten, in der Schweiz, in Österreich, am Wiener Konservatorium und schließlich an der Universität Sorbonne, in Paris, bei einer berühmten polnischen Pianistin, bei der sie auf Wunsch des Vaters, eine musikalische Ausbildung absolvierte. Im Jahr 1910 fuhr sie mit dem Schiff Batumi Marseille nach Frankreich, ihre Reise ist auch in ihren Tagebüchern vermerkt. Zu Beginn des Ersten Weltkriegs 1914 kehrte sie in ihr Heimatland Georgien zurück und meldete sich dort freiwillig beim Internationalen Roten Kreuz, um als Krankenschwester an der Kaukasusfront zu arbeiten, zuvor absolvierte sie einen Kurs als Krankenschwester am Michail-Krankenhaus in ihrem Heimatort Tiflis. Für diese Arbeit erhielt sie ein Jahr später die St. Georg Medaille für Tapferkeit. Seit der Stalinisierung 1921 wurde Dschordschadse von der Regierung verfolgt und lebte überwiegend auf dem Hof ihres Vaters in Kachetien, ein Dorf in Sabue. Im Jahr 1950 zog sie mit ihrer engen Freundin Elisabeth Bagriatoni und ihrer Familie nach Tiflis. Nino Dschordschadse starb 1968 im Alter von 84 Jahren und wurde im Dorf Sabue auf dem Familienfriedhof beigesetzt.

## Fotografie
Der zeitliche Rahmen ihrer fotografischen Aktivität beschränkte sich auf die Jahre 1914 bis 1917. Mit einer Kodak-Kamera ihres Bruders Giorgi machte sie Fotos von der Kaukasusfront in Sakriamisch, Kars, Anis, Nazik, Karakamis, den Ruinen von Ani und zahlreichen anderen Orten. Sie dokumentierte mit ihren Fotos den Kriegsalltag und spiegelte die extremen Situationen, Ereignissen und die dortige Realität wider. Nino machte nicht nur Selbstporträts, sondern auch Fotos von Toten, Generälen, Ärzten, Flüchtlingen, aber auch von der Kulisse, wie etwa zerstörte Straßen oder Gebäude. Zusätzlich zu ihren Fotos, führte sie ein Tagebuch, die Gespräche, die Beziehung zwischen den Menschen und deren Gefühle dokumentierte, alles Dinge, die ihre Kamera nicht einfangen konnten. Im März 1914 schrieb sie dort folgendes hinein: “After the Sarikamish battle I was born anew. I saw the impossible, most cruel sufferings… People become like Gods in the battle rejecting all that’s personal in the name of something supreme. It is the genuine manifestation of a human’s spirit in all its glory. The mind can’t embrace the whole horror of war…”

## Besonderheit
Die Besonderheit in Dschordschadses Fotografien bestand darin, dass sie die Kriegschronik aus ihren Fotos erschuf und sich nicht auf die Funktion eingeladener Fotografen beschränkte, wie es beispielsweise die berühmteren Fotografen Dmitri Ermakov, Vladimir Barkanov oder auch Dmitri Nikotin machten.

## Ausstellungen
Im georgischen Nationalmuseum waren bis zum 26. August 2015 Fotografien ausgestellt, die Dschordschadse während des Ersten Weltkrieges festhielt.
Picture languages. Photographic Art from Georgia war eine Ausstellung im Fotografie Forum Frankfurt, welche vom 22. September bis zum 18. November 2018 stattfand und sich mit Vorträgen, Gesprächen und Workshops mit georgischen Fotografen, Kuratorinnen und Experten befasste, darunter auch mit Dschordschadse.

## „World War I through the Eyes of a Georgian Woman“
Seit 2014 arbeitet das georgische Nationalmuseum an einem Projekt über den Ersten Weltkrieg. Im Rahmen dieses Projektes wurde die Ausstellung „World War I through the Eyes of a Georgian Woman“ und ein Buch mit dem gleichnamigen Titel veröffentlicht, welches das georgische Ministerium für Kultur und Denkmalschutz in Kooperation mit dem schweizerischen Büro für Zusammenarbeit (SCO) gestaltete. Das Projekt zeigt Archivmaterialien aus der Privatsammlung von Alexander Bagrationi, dazu zählen ein persönliches Tagebuch und mehrere Fotografien von Dschordschadse, welche in den Jahren 1914 bis 1917 aufgenommen worden sind. Diese Archivalien sind in Familienbesitz und waren vor der Ausstellung für die breite Masse unzugänglich. Die Ausstellung ist von hoher historischer und sozialer Bedeutung, da sie die Geschichte einer georgischen Militärsaristokratie, die im Militärdienst des Russischen Reiches stand und zeigt eine Fotochronik der kaukasischen Front während des Ersten Weltkriegs. Die Ausstellung ist bereits auf internationale Interesse gestoßen und wurde bereits in die Schweiz eingeladen.